# Emmelsbüll-Horsbüll
Emmelsbüll-Horsbüll, (Deens:Emsbøl-Horsbøl, Noordfries:Ämesbel-Hoorbel), is een gemeente in de Duitse deelstaat Sleeswijk-Holstein, en maakt deel uit van de Kreis Noord-Friesland.
Emmelsbüll-Horsbüll telt 887 inwoners.

## Dorpen

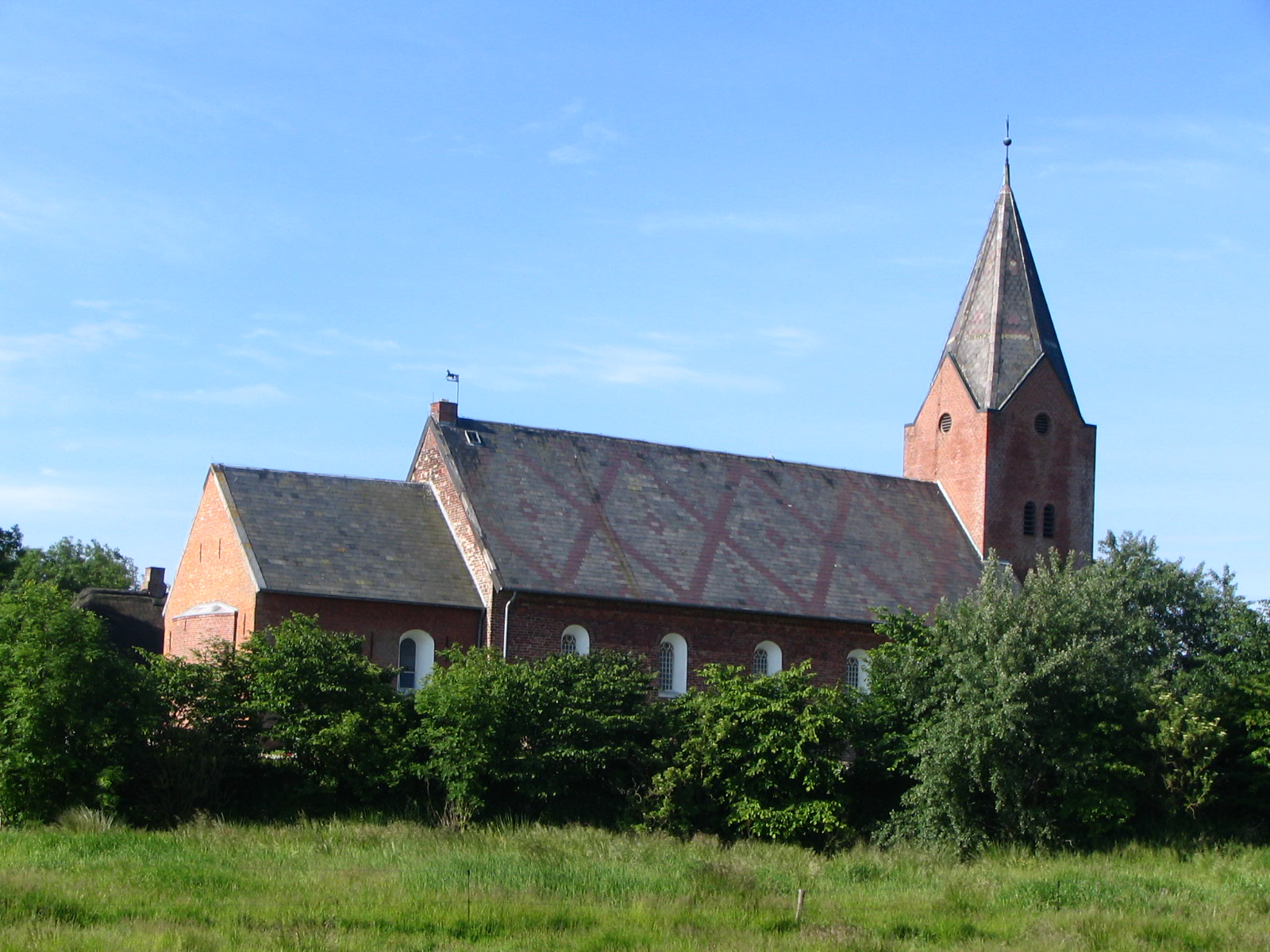
De Mariakerk in Horsbüll

De gemeente heeft twee kernen. Horsbüll is daarvan de kleinste. Het dorp wordt al genoemd in het Grondboek van Waldemar uit 1231. Het is oorspronkelijk het centrum van een grote warft die deel uitmaakte van het halligengebied. Een groot deel van het dorpsgebied is in de loop der eeuwen in de zee verdwenen. De Mariakerk, die dateert uit het begin van de dertiende eeuw, is de oudste kerk in de streek. Door het landverlies staat de kerk tegenwoordig aan de dijk. Aan de andere zijde van de dijk ligt sinds halverwege de twintigste eeuw de polder Friedrich-Wilhelm-Lübke-Koog.

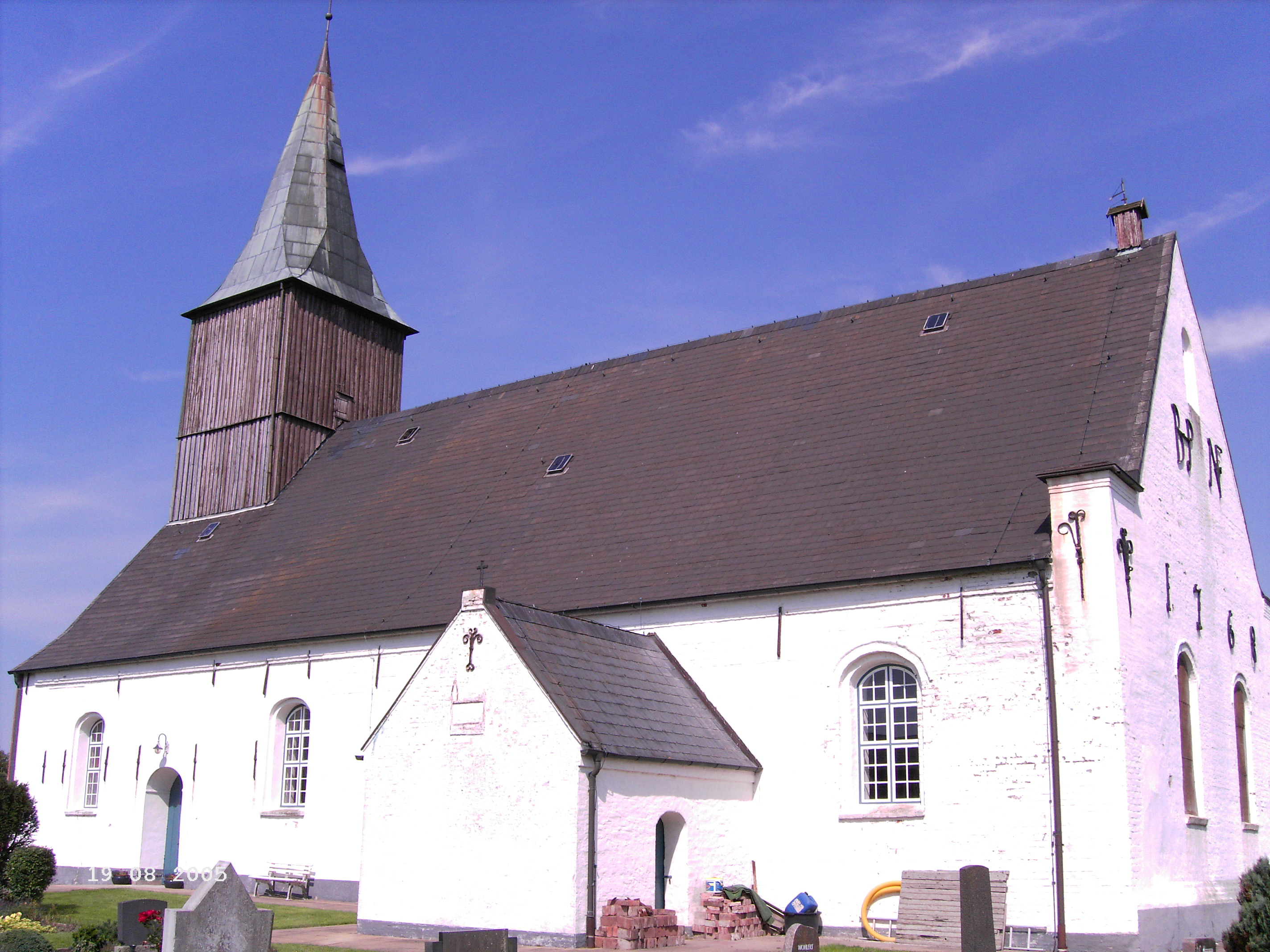
De Rimbertikerk in Emmelsbüll

Emmelsbüll is ontstaan op meerder kleinere warften. De huidige Rimbertikerk dateert uit de achttiende eeuw. Een deel van het interieur stamt uit een oudere voorganger uit de middeleeuwen. De kerk heeft een bijzonder houten tongewelf. De kerk is vernoemd naar Rembertus, een van de eerste bisschoppen van Bremen die getracht heeft Denemarken te kerstenen.
Achtrup ·
Ahrenshöft ·
Ahrenviöl ·
Ahrenviölfeld ·
Alkersum ·
Almdorf ·
Arlewatt ·
Aventoft ·
Bargum ·
Behrendorf ·
Bohmstedt ·
Bondelum ·
Bordelum ·
Borgsum ·
Bosbüll ·
Braderup ·
Bramstedtlund ·
Bredstedt ·
Breklum ·
Dagebüll ·
Drage ·
Drelsdorf ·
Dunsum ·
Elisabeth-Sophien-Koog ·
Ellhöft ·
Emmelsbüll-Horsbüll ·
Enge-Sande ·
Fresendelf ·
Friedrich-Wilhelm-Lübke-Koog ·
Friedrichstadt ·
Galmsbüll ·
Garding ·
Garding, Kirchspiel ·
Goldebek ·
Goldelund ·
Gröde ·
Grothusenkoog ·
Haselund ·
Hattstedt ·
Hattstedtermarsch ·
Högel ·
Holm ·
Hooge ·
Hörnum (Sylt) ·
Horstedt ·
Hude ·
Humptrup ·
Husum ·
Immenstedt ·
Joldelund ·
Kampen (Sylt) ·
Karlum ·
Katharinenheerd ·
Klanxbüll ·
Klixbüll ·
Koldenbüttel ·
Kolkerheide ·
Kotzenbüll ·
Ladelund ·
Langeneß ·
Langenhorn ·
Leck ·
Lexgaard ·
List ·
Löwenstedt ·
Lütjenholm ·
Midlum ·
Mildstedt ·
Nebel ·
Neukirchen ·
Nieblum ·
Niebüll ·
Norddorf auf Amrum ·
Norderfriedrichskoog ·
Nordstrand ·
Norstedt ·
Ockholm ·
Oevenum ·
Oldenswort ·
Oldersbek ·
Olderup ·
Oldsum ·
Ostenfeld (Husum) ·
Oster-Ohrstedt ·
Osterhever ·
Pellworm ·
Poppenbüll ·
Ramstedt ·
Rantrum ·
Reußenköge ·
Risum-Lindholm ·
Rodenäs ·
Sankt Peter-Ording ·
Schwabstedt ·
Schwesing ·
Seeth ·
Simonsberg ·
Sollwitt ·
Sönnebüll ·
Sprakebüll ·
Stadum ·
Stedesand ·
Struckum ·
Süderende ·
Süderhöft ·
Süderlügum ·
Südermarsch ·
Sylt ·
Tating ·
Tetenbüll ·
Tinningstedt ·
Tönning ·
Tümlauer-Koog ·
Uelvesbüll ·
Uphusum ·
Utersum ·
Viöl ·
Vollerwiek ·
Vollstedt ·
Welt ·
Wenningstedt-Braderup (Sylt) ·
Wester-Ohrstedt ·
Westerhever ·
Westre ·
Winnert ·
Wisch ·
Witsum ·
Wittbek ·
Wittdün auf Amrum ·
Witzwort ·
Wobbenbüll ·
Wrixum ·
Wyk auf Föhr